# Заповідність (пасивна охорона природи). Теорія і практика (книга)
Борейко В. Є., Бриніх В. О., Парнікоза І. Ю. Заповідність (пасивна охорона природи). Теорія і практика. — К.: Логос, 2015. — 112 с. — (Серія «Охорона дикої природи». — Вип. 73)
Книга присвячена теорії і практиці заповідності (пасивної охорони природи). Розповідається про історію створення концепції заповідності, невідповідності українського природоохоронного законодавства завданням заповідників, даються пропозиції щодо посилення заповідного режиму у заповідниках, заповідних зонах біосферних заповідників, національних парків, регіональних ландшафтних парків.

## Зміст
Вступ 

1. Від ідеї абсолютної заповідності до концепції заповідності
1.1. Виникнення ідеї абсолютної заповідності
1.2. Реалізація ідеї абсолютної заповідності до початку 1930-х рр.
1.3. Як розправилися з ідеєю абсолютної заповідності
1.4. Створення концепції заповідності
2. Концепція заповідності (пасивної охорони природи)
2.1. Поняття абсолютної заповідності
2.2. Ідея абсолютної заповідності як вищий екоетичний імператив
2.3. Що таке заповідники?
2.4. Призначення природних заповідників
2.5. Принципи заповідності
2.6. Мета і завдання концепції заповідності
3. Екологічна значущість режиму заповідності (пасивної охорони природи)

4. Концепція заповідності і естетика дикої природи

5. Концепція заповідності і свобода дикої природи
5.1. Що таке дика природа?
5.2. Що таке свобода для дикої природи?
5.3. Навіщо потрібна свобода дикій природі?
5.4. Філософія свободи в концепції заповідності
5.5. Рух за свободу дикої природи 

6. Невідповідність українського природоохоронного законодавства концепції заповідності 

7. Аналіз останніх «антизаповідних» поправок у російське законодавство 

8. Пропозиції до Програми розвитку українських природних заповідників згідно концепції заповідності

9. Індикатори етичності роботи заповідників

10. Боротьба за заповідність в українських заповідниках і заповідних зонах. Компанія «Йдемо до Європи — будуємо заповідність» 

11. Ретроспективний аналіз юридичного забезпечення заповідності в Положеннях про українські заповідники 

12. Необхідні зміни до Закону «Про природно-заповідний фонд України» і інші закони з метою посилення заповідного режиму 

13. Найбільш поширені види порушень заповідного режиму
13.1. Екскурсії в заповідниках
13.2. Санітарні рубки в заповідниках
13.3. Сінокосіння в заповідниках
13.4. Знищення фауни і флори в заповідниках і національних парках заради науки 

14. Про створення ефективного механізму видачі дозволів на проведення заходів регуляцій в заповідниках 

15. Поширення концепції заповідності на інші, окрім природних заповідників, природні території, що охороняються
15.1. Короткий огляд сучасного стану заповідності в інших, окрім природних заповідників, категоріях ООПТ (особливо охоронювані природні території)
15.2. Юридичні заходи по посиленню заповідного режиму в інших, окрім природних заповідників, категоріях ООПТ
15.3. Організаційні заходи по посиленню заповідного режиму в інших, окрім природних заповідників, категоріях ООПТ

16. Позитивний досвід впливу заповідності на охорону біорізноманіття 

17. Відповідність вітчизняної категорії «природний заповідник» категорії територій МСОП, що охороняються, як міжнародне визнання ідеї абсолютної заповідності 

18. Індикатори ефективності і результативності охорони видів і їх жител в ООПТ 

19. Порівняльний аналіз рубок лісу, а також здійснення в цілому заповідного і охоронного режиму в польських, російських і українських національних природних парках, заповідниках і інших об'єктах ПЗФ
Додаток 1. Маніфест прибічників ідеї абсолютної заповідності: Повернемо заповідникам заповідність!
Додаток 2. Етичний кодекс діячів заповідної справи (проект)
Додаток 3. Проект Положення про Громадську комісію з розгляду клопотань (заявок) на спеціальне використання природних ресурсів в заповідниках України

## Ресурси Інтернету
- Борейко В. Е., Бриних В. А., Парникоза И. Ю. Заповедность (пассивная охрана природы). Теория и практика. — К.: КЭКЦ, 2015. — 112 с. http://ecoethics.ru/wp-content/uploads/2015/06/int_zapovednost_2015.pdf [Архівовано 22 грудня 2015 у Wayback Machine.]
- Борейко В. Е. Идея абсолютной заповедности в трудах американских экофилософов
- Штильмарк Ф. Р. Идея абсолютной заповедности  [Архівовано 11 січня 2014 у Wayback Machine.]
- Тернер Дж. Дикость и дикая природа  [Архівовано 23 вересня 2015 у Wayback Machine.]
- Борейко В. Е. Заповедники, заповедность и живородящий хаос  [Архівовано 11 січня 2014 у Wayback Machine.]
- Материалы первых научно-практических чтений по заповедному делу памяти Ф. Р. Штильмарка  [Архівовано 23 вересня 2015 у Wayback Machine.]
- Компания Киевского эколого-культурного центра по абсолютной заповедности  [Архівовано 11 січня 2014 у Wayback Machine.]